# イン・ステレオ
『イン・ステレオ』（In Stereo）は、2019年にリリースされたバナナラマの11枚目のスタジオ・アルバム。

## 概要
オリジナル・アルバムとしては10年ぶりに発売された。
「ラヴ・イン・ステレオ」は元々シュガーベイブスの楽曲として制作されていた楽曲。
イギリスのアルバムチャートでは『バナナラマ・グレイテスト・ヒッツ』以来約30年ぶりにトップ30に入った。

## 収録曲
| #   | タイトル                  | 作詞 | 作曲・編曲 |
| --- | ------------------------- | ---- | ---------- |
| 1.  | 「Love in Stereo」        |      |            |
| 2.  | 「Dance Music」           |      |            |
| 3.  | 「I'm on Fire」           |      |            |
| 4.  | 「Intoxicated」           |      |            |
| 5.  | 「Tonight」               |      |            |
| 6.  | 「Looking for Someone」   |      |            |
| 7.  | 「Stuff Like That」       |      |            |
| 8.  | 「It's Gonna Be Alright」 |      |            |
| 9.  | 「Got to Get Away」       |      |            |
| 10. | 「On Your Own」           |      |            |